# Pozůstatky papírny Aš
Pozůstatky papírny Aš se nacházejí v místní části Doubrava ve městě Aš v Karlovarském kraji. Od roku 1991 jsou pozůstatky papírny chráněny jako kulturní památka.

## Historie
První papírny na tomto místě vznikly už v 17. století. Papír z Aše se těšil značné oblibě a byl vyvážen do celé Evropy, především pak při rozmachu v 18. století. Při výrobě papíru zde byl využíván stroj na rozmělňování hadrů, kterému se říkalo holandr (stroj byl vynalezen v Holandsku). Po polovině 19. století však výroba papíru uvadala a po druhé světové válce v Doubravě zanikla úplně. 

## Obnova základů a expozice
V roce 2012 pak díky Ašské radnici a místním obyvatelům došlo k vykopání a odhalení zdiva a základů papírny, které krylo křoví (zbytky byly po válce zbourány). Díky tomuto krytí byly dochovány nejen zdi a základy, ale také některé nástroje, jako koryta, mlecí kameny, kádě, vany i samotný holendr. Vše může kolemjdoucí návštěvník vidět a prohlédnout si. Místo je doplněno také o vycházkovou terasu a informační tabule, v rámci vykopávek a úprav se opravy dočkala i nedaleká vodní elektrárna.
K pozůstatkům papírny je možné dojet autobusovou linkou do zastávky Aš, Doubrava. Vede tudy také žlutá turistická trasa od přehrady na řece Bílý Halštrov a sbíhají se zde cyklostezky č. 2059 a 2062. V těsné blízkosti zbytků papírny se nachází také minerální pramen Doubrava. 